# Lemniscomys bellieri
Lemniscomys bellieri је врста глодара из породице мишева (Muridae).

## Распрострањење
Ареал врсте је ограничен на мањи број држава. Врста је присутна у Буркини Фасо, Гани и Обали Слоноваче.

## Станиште
Станиште врсте су саване.

## Угроженост
Ова врста није угрожена, и наведена је као последња брига јер има широко распрострањење.